# Dracula vit toujours à Londres
Série
Dracula 73
(1972) Les 7 Vampires d'or
(1974)
Pour plus de détails, voir Fiche technique et Distribution.

Dracula vit toujours à Londres (The Satanic Rites of Dracula) est un film britannique réalisé par Alan Gibson, sorti en 1973. C'est le huitième film de la saga Dracula réalisé par le studio Hammer Films. Il s'agit de la suite directe de Dracula 73, et il est suivi du film Les 7 Vampires d'or.

## Synopsis
Dracula est devenu le leader de messes noires auxquelles adhèrent de riches capitalistes. Aidés de milices, il s'apprêtent à renverser le pouvoir en Angleterre, en répandant la peste noire. Lorrimer Van Helsing, le descendant d'Abraham Van Helsing, va une fois de plus devoir mettre fin aux projets de Dracula.

## Fiche technique
- Réalisation : Alan Gibson
- Scénario : Don Houghton
- Musique : John Cacavas
- Décors : Lionel Couch
- Photo : Brian Probyn
- Montage : Chris Barnes
- Producteur : Roy Skeggs et Don Houghton
- Pays :  Royaume-Uni
- Langue : anglais
- Affiche : Michel Landi (France)

## Distribution
- Christopher Lee (VF : Jean Davy) : Comte Dracula
- Peter Cushing (VF : Georges Riquier) : Professeur Lorrimer Van Helsing
- Michael Coles (VF : Jacques Richard) : Inspecteur Murray
- William Franklyn (VF : Michel Beaune) : Torrence
- Freddie Jones : Professeur Julian Keeley
- Joanna Lumley (VF : Martine Messager) : Jessica Van Helsing
- Richard Vernon (VF : Georges Hubert) : Colonel Mathews
- Barbara Yu Ling (VF : Linette Lemaire) : Chin Yang
- Valerie Van Ost (VF : Béatrice Delfe) : Jane
- Patrick Barr : Lord Carradine
- Peter Adair (VF : Bernard Musson) : le docteur

## Production
On y retrouve Christopher Lee dans le rôle du comte Dracula, Peter Cushing dans le rôle du professeur Van Helsing et Michael Coles dans celui de l'inspecteur de police. Joanna Lumley, alors peu connue, succède à Stephanie Beacham dans le rôle de Jessica Van Helsing.

## Bande sonore
Exceptionnellement, la bande musicale de Dracula vit toujours à Londres est confiée non à James Bernard, qui se chargea de la plupart des épisodes, mais à John Cacavas (notamment compositeur des films Terreur dans le Shanghaï express (1973) et Les Naufragés du 747 (1977), tous deux avec Christopher Lee). Malgré les recommandations de la production, qui réclamait une musique plus à la mode, Cacavas s'en tint à donner des accents Pop au générique du début, refusant tout compromis sur le reste du film.

## Analyse
Confirmant la modernisation du mythe de Dracula inaugurée par Dracula 73 (1972), Dracula vit toujours à Londres change néanmoins d'optique sur le plan du scénario : plus proche du film d'espionnage que du film de vampires, l'enquête policière débouche sur un improbable complot apocalyptique mélangeant culte satanique, vampirisme et guerre bactériologique. Le film intervient d'ailleurs en pleine période de crise internationale (scandale du Watergate, défaite au Viet Nam, choc pétrolier...) et traduit assez clairement le sentiment de paranoïa et d'incertitude globale de ce milieu d'années 1970.
Le personnage de Dracula n'est ici réduit qu'à un prétexte commercial visant à séduire les distributeurs américains. Ces derniers, peu convaincus par le résultat, retardèrent d'ailleurs la sortie du film aux États-Unis de plusieurs années et changèrent son titre en Count Dracula and his Vampires Brides (1978).
Dracula vit toujours à Londres reste sans doute l'épisode le plus déroutant de la saga mettant en vedette Christopher Lee. Depuis longtemps, ce dernier ne cachait d'ailleurs plus sa lassitude vis-à-vis d'un personnage de plus en plus malmené. Il fait ici sa toute dernière prestation du vampire à l'écran pour le compte de la firme Hammer. Quelques projets l'opposant notamment à Sherlock Holmes et la déesse Kâlî furent un temps annoncés, mais ne virent jamais le jour.
Dans le dernier titre non officiel de la saga, Les 7 vampires d'or (1974), Lee sera remplacé dans le rôle de Dracula par John Forbes-Robertson. Peter Cushing, pour sa part, y renouvellera, pour la dernière fois, son rôle du professeur Van Helsing.

## Autour du Film
Le titre français est la traduction quasi exacte non pas du titre original d'exploitation, mais de celui employé durant son tournage: "Dracula Is Alive and Well and Living in London" (Dracula est vivant, se porte bien et habite Londres). Selon certaines sources, la variante suivante fut également envisagée: "Dracula Is Dead... and Well and Living in London" (Dracula est mort,... se porte bien et habite Londres) dont l'ironie se rapprocherait davantage de Dracula, mort et heureux de l'être (1995) de Mel Brooks, qui, lui, était ouvertement comique. 

## Domaine public
À la suite d'une négligence concernant ses droits d'exploitation, le film est définitivement entré dans le domaine public sur le territoire américain. De ce fait, une innombrable série de DVD, à la qualité de transfert souvent médiocre, a été éditée sous les labels les plus divers.

## Récompenses et nominations
- En compétition au Festival international du film fantastique d'Avoriaz 1974